# Ian D'Sa

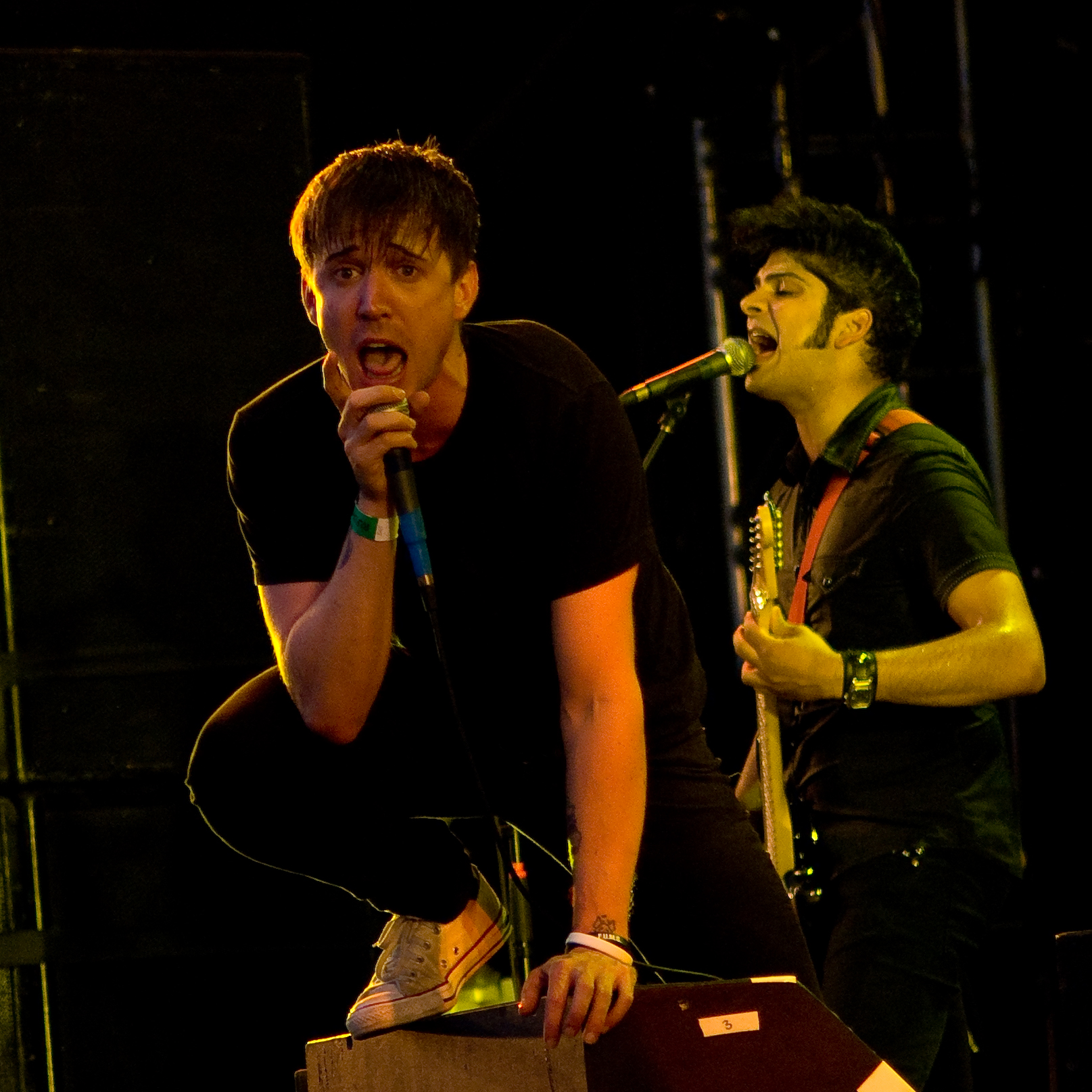
Ian D'Sa, ici en arrière-plan du chanteur de Billy Talent, Ben Kowalewicz

Ian D'Sa est le guitariste du groupe de punk rock canadien Billy Talent.
D'origine indienne (Goa), né en Angleterre le 30 octobre 1975, Ian a grandi en Ontario où il a joué dans le groupe Dragon Flower, puis a commencé un autre groupe nommé Soluble Fish avant de rejoindre Pezz. Alors avec Billy Talent, il a étudié au Sheridan College, où il a obtenu un diplôme en animation par ordinateur. Il a coproduit Billy Talent II avec Gavin Brown.
En septembre 2012, sort le 4e album du groupe, Dead Silence, dont le producteur n'est autre que Ian D'Sa.